# Lina Fourie
Lina Fourie (* um 1965) ist eine ehemalige südafrikanische Badmintonspielerin. 

## Karriere
Lina Fourie gewann in ihrer Heimat insgesamt 19 nationale Titel. International war sie unter anderem bei den Afrikameisterschaften 1992 und 1998 sowie den Botswana International 1995 und den South Africa International 1997 erfolgreich.

## Sportliche Erfolge
| Saison | Veranstaltung                 | Disziplin   | Platz | Name                             |
| ------ | ----------------------------- | ----------- | ----- | -------------------------------- |
| 1989   | Südafrikanische Meisterschaft | Dameneinzel | 1     | Lina Fourie                      |
| 1990   | Südafrikanische Meisterschaft | Dameneinzel | 1     | Lina Fourie                      |
| 1991   | Südafrikanische Meisterschaft | Damendoppel | 1     | Lina Fourie / E. Fourie          |
| 1991   | Südafrikanische Meisterschaft | Dameneinzel | 1     | Lina Fourie                      |
| 1992   | Südafrikanische Meisterschaft | Dameneinzel | 1     | Lina Fourie                      |
| 1992   | Afrikameisterschaft           | Mixed       | 1     | Anton Kriel / Lina Fourie        |
| 1992   | Afrikameisterschaft           | Dameneinzel | 1     | Lina Fourie                      |
| 1993   | Südafrikanische Meisterschaft | Dameneinzel | 1     | Lina Fourie                      |
| 1993   | Südafrikanische Meisterschaft | Mixed       | 1     | Johan Kleingeld / Lina Fourie    |
| 1994   | Südafrikanische Meisterschaft | Mixed       | 1     | Johan Kleingeld / Lina Fourie    |
| 1994   | Südafrikanische Meisterschaft | Damendoppel | 1     | Lina Fourie / Beverley Meerholz  |
| 1994   | Südafrikanische Meisterschaft | Dameneinzel | 1     | Lina Fourie                      |
| 1995   | Botswana International        | Dameneinzel | 1     | Lina Fourie                      |
| 1995   | Botswana International        | Mixed       | 1     | Johan Kleingeld / Lina Fourie    |
| 1995   | Botswana International        | Damendoppel | 1     | Lina Fourie / Tracey Thompson    |
| 1995   | Südafrikanische Meisterschaft | Dameneinzel | 1     | Lina Fourie                      |
| 1996   | Südafrikanische Meisterschaft | Dameneinzel | 1     | Lina Fourie                      |
| 1997   | Südafrikanische Meisterschaft | Mixed       | 1     | Johan Kleingeld / Lina Fourie    |
| 1997   | Südafrikanische Meisterschaft | Damendoppel | 1     | Lina Fourie / Tracey Thompson    |
| 1997   | South Africa International    | Damendoppel | 1     | Lina Fourie / Tracey Thompson    |
| 1997   | South Africa International    | Mixed       | 1     | Johan Kleingeld / Lina Fourie    |
| 1997   | Südafrikanische Meisterschaft | Dameneinzel | 1     | Lina Fourie                      |
| 1998   | Afrikameisterschaft           | Damendoppel | 1     | Monique Ric-Hansen / Lina Fourie |
| 1998   | Afrikameisterschaft           | Dameneinzel | 1     | Lina Fourie                      |
| 1998   | South Africa International    | Dameneinzel | 1     | Lina Fourie                      |
| 1998   | Südafrikanische Meisterschaft | Dameneinzel | 1     | Lina Fourie                      |
| 1999   | Südafrikanische Meisterschaft | Dameneinzel | 1     | Lina Fourie                      |
| 2000   | Südafrikanische Meisterschaft | Damendoppel | 1     | Lina Fourie / Karen Coetzer      |
| 2001   | Südafrikanische Meisterschaft | Damendoppel | 1     | Lina Fourie / Karen Coetzer      |